# Aksaray (provins)

Karta över Turkiet med Aksaray markerat.

Aksaray är en provins i centrala Turkiet. Den har totalt 438 504 invånare (2023) och en areal på 7 570 km². Provinshuvudstad är Aksaray.